# Conceição dos Ouros
Conceição dos Ouros är en kommun i Brasilien.   Den ligger i delstaten Minas Gerais, i den sydöstra delen av landet, 800 km söder om huvudstaden Brasília. Antalet invånare är 10 388.
Omgivningarna runt Conceição dos Ouros är huvudsakligen savann. Runt Conceição dos Ouros är det ganska tätbefolkat, med 67 invånare per kvadratkilometer.